# Funkcja charakterystyczna (teoria prawdopodobieństwa)
Funkcją charakterystyczną rozkładu prawdopodobieństwa {\displaystyle \mu } nazywa się funkcję {\displaystyle \varphi \colon \mathbb {R} \to \mathbb {C} } zadaną wzorem
{\displaystyle \varphi (t)=\int \limits _{\mathbb {R} }e^{its}\mu (\mathrm {d} s).}
Jeżeli {\displaystyle X\colon \Omega \to \mathbb {R} } jest zmienną losową, a {\displaystyle \mu _{X}} jest jej rozkładem, to jej funkcja charakterystyczna może być zapisana jako
{\displaystyle \varphi _{X}(t)=\int \limits _{\mathbb {R} }e^{its}\mu _{X}(\mathrm {d} s)=\mathbb {E} e^{itX},}
gdzie {\displaystyle \mathbb {E} } to wartość oczekiwana.
Funkcja charakterystyczna, podobnie jak dystrybuanta, koduje pełną informację o rozkładzie. Jest ona dobrze określona (istnieje dla każdego rozkładu). Dla rozkładów ciągłych jest to transformata Fouriera funkcji gęstości prawdopodobieństwa:
{\displaystyle \varphi _{X}(t)=\int \limits _{-\infty }^{\infty }e^{itx}f(x)dx,}
stąd można ją uznać za uogólnienie transformaty Fouriera na dowolne rozkłady.
Dla rozkładów dyskretnych o masie prawdopodobieństwa skupionej w punktach {\displaystyle x_{1},x_{2},\dots ,x_{n}{:}}
{\displaystyle \varphi _{X}(t)=\sum \limits _{j=1}^{n}\operatorname {pmf} (x_{j})e^{itx_{j}}.}

## Własności
- {\displaystyle \varphi _{X}(0)=1,}
- {\displaystyle |\varphi _{X}(t)|\leqslant 1,}
- {\displaystyle \varphi _{X}(t)={\overline {\varphi _{X}(-t)}},}
- {\displaystyle \varphi _{X}} jest dodatnio określona,
- {\displaystyle \varphi _{X}(t)} jest jednostajnie ciągła,
- {\displaystyle \varphi _{X}} jest funkcją rzeczywistą wtedy i tylko wtedy, gdy rozkład jest symetryczny,
- {\displaystyle \lim \limits _{|t|\to \infty }\varphi _{X}(t)\to 0} dla rozkładów ciągłych (twierdzenie Riemanna-Lebesgue’a).

Funkcja charakterystyczna funkcji liniowej {\displaystyle aX+b} zmiennej losowej {\displaystyle X} wyraża się za pomocą funkcji charakterystycznej zmiennej losowej {\displaystyle X} według następującego wzoru:
{\displaystyle \varphi _{aX+b}(t)=\varphi _{X}(at)e^{itb}.}

## Przykłady
Niżej podano funkcje charakterystyczne {\displaystyle \varphi _{X}(t)} znanych rozkładów {\displaystyle \mu _{X}.} Zawsze {\displaystyle n,k\in \mathbb {N} ,} {\displaystyle a,b,m,p,t,x,\lambda ,\sigma \in \mathbb {R} ,} przy czym {\displaystyle p,\lambda >0} oraz {\displaystyle A\subseteq \mathbb {R} .} Symbol {\displaystyle \mathbf {1} _{A}(x)} oznacza indykator zbioru {\displaystyle A.}
| Nazwa                    | Oznaczenie                                  | Rozkład                                                                                              | Funkcja charakterystyczna                            |
| ------------------------ | ------------------------------------------- | --- | ---------------------------------------------------- |
| jednopunktowy            | {\displaystyle \delta _{a}}                 | {\displaystyle \operatorname {pmf} (a)=1}                                                            | {\displaystyle e^{ait}}                              |
| dwupunktowy              |                                             | {\displaystyle \operatorname {pmf} (a)=p=1-\operatorname {pmf} (b)}                                  | {\displaystyle pe^{ait}+(1-p)e^{bit}}                |
| Poissona                 | {\displaystyle \mathrm {Pois} (\lambda )}   | {\displaystyle \operatorname {pmf} (k)={\tfrac {\lambda ^{k}}{k!}}e^{-\lambda }}                     | {\displaystyle e^{\lambda (e^{it}-1)}}               |
| dwumianowy               | {\displaystyle \mathrm {Binom} (n,p)}       | {\displaystyle \operatorname {pmf} (k)={\tbinom {n}{k}}p^{k}(1-p)^{n-k}}                             | {\displaystyle (1-p+pe^{it})^{n}}                    |
| geometryczny             | {\displaystyle \mathrm {Geom} (p)}          | {\displaystyle \operatorname {pmf} (k)=p(1-p)^{k-1}}                                                 | {\displaystyle {\tfrac {pe^{it}}{1-(1-p)e^{it}}}}    |
| jednostajny (na odcinku) | {\displaystyle \mathrm {U} (a,b)}           | {\displaystyle f(x)={\tfrac {1}{b-a}}\mathbf {1} _{[a,b]}(x)}                                        | {\displaystyle {\tfrac {e^{itb}-e^{ita}}{it(b-a)}}}  |
| wykładniczy              | {\displaystyle \mathrm {Exp} (\lambda )}    | {\displaystyle f(x)=\lambda e^{-\lambda x}\mathbf {1} _{[0,\infty )}}                                | {\displaystyle {\tfrac {\lambda }{\lambda -it}}}     |
| normalny                 | {\displaystyle \mathrm {N} (m,\sigma ^{2})} | {\displaystyle f_{X}(x)={\tfrac {1}{\sigma {\sqrt {2\pi }}}}e^{-{\tfrac {(x-m)^{2}}{2\sigma ^{2}}}}} | {\displaystyle e^{mit-{\tfrac {(\sigma t)^{2}}{2}}}} |
| normalny standardowy     | {\displaystyle \mathrm {N} (0,1)}           | {\displaystyle f(x)={\tfrac {1}{\sqrt {2\pi }}}e^{-{\tfrac {x^{2}}{2}}}}                             | {\displaystyle e^{-{\tfrac {t^{2}}{2}}}}             |

## Momenty
Z funkcji charakterystycznej {\displaystyle \varphi _{X}} da się wyznaczyć momenty zmiennej losowej {\displaystyle X.} Istnieje też częściowe odwrócenie tego twierdzenia dla momentów parzystych.
TwierdzenieJeżeli istnieje {\displaystyle n}-ty moment zmiennej losowej {\displaystyle X,} tzn. {\displaystyle \mathbb {E} |X|^{n}<\infty ,} to istnieje również {\displaystyle n}-ta pochodna funkcji charakterystycznej {\displaystyle \varphi _{X},} co więcej jest ona jednostajnie ciągła, oraz zachodzi
{\displaystyle i^{n}\mathbb {E} X^{n}=\varphi _{X}^{(n)}(0).}
Dzięki temu wzór Taylora funkcji charakterystycznej wygląda następująco: jeżeli {\displaystyle \mathbb {E} |X|^{n}<\infty ,} to
{\displaystyle \varphi _{X}(t)=\sum _{k=0}^{n}{\tfrac {(it)^{k}}{k!}}\mathbb {E} X^{k}+\mathrm {o} (t^{n}).}
TwierdzenieJeżeli istnieje {\displaystyle n}-ta pochodna funkcji charakterystycznej zmiennej losowej, gdzie {\displaystyle n=2k} oraz {\displaystyle k\in \mathbb {Z} ,} to istnieje {\displaystyle n}-ty moment tej zmiennej losowej.

## Rozkłady
Kryterium określającego kiedy funkcja {\displaystyle \varphi \colon \mathbb {R} \to \mathbb {C} } jest funkcją charakterystyczną pewnego rozkładu prawdopodobieństwa dostarcza twierdzenie Bochnera. Innym jest kryterium Pólya.
Funkcja charakterystyczna determinuje rozkład, tzn. jeśli {\displaystyle \mu ,\nu } są rozkładami prawdopodobieństwa na {\displaystyle \mathbb {R} ,} to jeśli mają one równe funkcje charakterystyczne, czyli {\displaystyle \varphi _{\mu }(t)=\varphi _{\nu }(t)\quad \forall _{t\in \mathbb {R} },} to {\displaystyle \mu =\nu .}
Ponieważ ciąg {\displaystyle (X_{n})_{n\in \mathbb {N} }} jest zbieżny według rozkładu, jeżeli
{\displaystyle \mathbb {E} f(X_{n})\to \mathbb {E} f(X),} dla dowolnej funkcji {\displaystyle f} ciągłej i ograniczonej,
w szczególności dla {\displaystyle f(x)=e^{itx}} (ciągłej i ograniczonej co do modułu przez 1), to
{\displaystyle \mathbb {E} e^{itX_{n}}\to \mathbb {E} e^{itX}\iff \varphi _{X_{n}}(t)\to \varphi _{X}(t)\quad \forall _{t\in \mathbb {R} },}
a więc zbieżność według rozkładu zmiennych losowych pociąga zbieżność punktową ich funkcji charakterystycznych. Twierdzenie Lévy’ego-Craméra jest nietrywialnym odwróceniem tego wyniku.

## Dystrybuanta i gęstość
Z tożsamości Parsevala wynika wzór na dystrybuantę {\displaystyle F} rozkładu o funkcji charakterystycznej {\displaystyle \varphi .} Jeżeli punkt {\displaystyle u} jest punktem ciągłości, to
{\displaystyle F(u)=\lim _{a\to \infty }\int \limits _{-\infty }^{u}\left({\frac {1}{2\pi }}\int \limits _{-\infty }^{\infty }e^{-ist}\varphi (s)e^{-s^{2}/2a^{2}}ds\right)dt.}
Odwrotna transformacja Fouriera umożliwia wyznaczenie gęstości: jeżeli {\displaystyle \varphi } jest całkowalna, to rozkład ten ma ograniczoną i ciągłą gęstość {\displaystyle f} daną wzorem
{\displaystyle f(x)={\frac {1}{2\pi }}\int \limits _{-\infty }^{\infty }e^{-isx}\varphi (s)ds.}
Twierdzenie Plancherela mówi, iż jeżeli rozkład ma gęstość {\displaystyle f} i funkcję charakterystyczną {\displaystyle \varphi ,} to {\displaystyle |\varphi |^{2}} jest całkowalna wtedy i tylko wtedy, gdy {\displaystyle f^{2}} jest całkowalna. Wtedy też
{\displaystyle {}\,\int \limits _{-\infty }^{\infty }|f(x)|^{2}dx={\frac {1}{2\pi }}\int \limits _{-\infty }^{\infty }|\varphi (t)|^{2}dt.}

## Niezależne zmienne losowe
Funkcje charakterystyczne są szczególnie użyteczne do badania zmiennych będących funkcjami niezależnych zmiennych losowych. Jeżeli {\displaystyle X_{1},\dots ,X_{n}} jest ciągiem niezależnych zmiennych losowych, a
{\displaystyle S_{n}=a_{1}X_{1}+\dots +a_{n}X_{n},}
gdzie {\displaystyle a_{i}\in \mathbb {C} ,} to funkcja charakterystyczna {\displaystyle S_{n}} dana jest wzorem
{\displaystyle \varphi _{S_{n}}(t)=\varphi _{X_{1}}(a_{1}t)\dots \varphi _{X_{n}}(a_{n}t).}
W szczególności {\displaystyle \varphi _{X+Y}(t)=\varphi _{X}(t)\varphi _{Y}(t),} co wynika wprost z definicji funkcji charakterystycznych (pierwsza i czwarta równość), własności funkcji wykładniczej (druga równość) i niezależności zmiennych losowych (trzecia równość):
{\displaystyle \varphi _{X+Y}(t)=\mathbb {E} e^{it(X+Y)}=\mathbb {E} \left(e^{itX}e^{itY}\right)=\mathbb {E} e^{itX}\mathbb {E} e^{itY}=\varphi _{X}(t)\varphi _{Y}(t).}

## Rozkłady wielowymiarowe
Jeżeli {\displaystyle \mathbf {t} =(t_{1},t_{2},\dots ,t_{n})^{\top }\in \mathbb {R} ^{n},} zaś {\displaystyle \mathbf {X} =(X_{1},X_{2},\dots ,X_{n})^{\top }\in \mathbb {R} ^{n}} jest wektorem losowym, a przez {\displaystyle \mathbf {tX} } rozumie się ich iloczyn skalarny, to funkcję charakterystyczną wektora {\displaystyle \mathbf {X} } definiuje się analogicznie wzorem
{\displaystyle \varphi _{\mathbf {X} }(\mathbf {t} )=\mathbb {E} e^{i\mathbf {tX} }.}
lub w zapisie macierzowym
{\displaystyle \varphi _{\mathbf {X} }(\mathbf {t} )=\mathbb {E} e^{i\mathbf {t} ^{\top }\mathbf {X} },}
gdzie {\displaystyle {}^{\top }} oznacza transpozycję (oba wektory są kolumnowe).
Funkcja charakterystyczna przekształcenia afinicznego {\displaystyle \mathbf {AX} +\mathbf {b} } wyraża się przez {\displaystyle \varphi _{\mathbf {X} }} wzorem postaci:
{\displaystyle \varphi _{\mathbf {AX} +\mathbf {b} }(\mathbf {t} )=\varphi _{X}(\mathbf {A^{\top }t} )e^{i\mathbf {t^{\top }b} },}
gdzie {\displaystyle \mathbf {A} } jest przekształceniem liniowym (macierzą), zaś {\displaystyle \mathbf {b} \in \mathbb {R} ^{n}.}
Zmienne losowe {\displaystyle X_{1},\dots ,X_{n}} są niezależne wtedy i tylko wtedy, gdy
{\displaystyle \varphi _{\mathbf {X} }(\mathbf {t} )=\varphi _{X_{1}}(t_{1})\dots \varphi _{X_{n}}(t_{n}).}
Zgodnie z twierdzeniem Craméra-Wolda ciąg wektorów losowych {\displaystyle \mathbf {X} _{1},\mathbf {X} _{2},\dots } zbiega według rozkładu do wektora {\displaystyle \mathbf {X} } wtedy i tylko wtedy, gdy {\displaystyle \mathbf {tX} _{n}} zbiega według rozkładu do {\displaystyle \mathbf {tX} } dla każdego {\displaystyle \mathbf {t} \in \mathbb {R} ^{n}.}